# Karen Minier
Karen Minier, née le 22 mars 1973 à Charleroi en Belgique est une animatrice de télévision en France.

## Biographie
Elle fait des études de journalisme à l'Université libre de Bruxelles puis elle entre dans une agence de mannequins. Elle interview les pilotes de Formule 1 pour TF1 lors des saisons 2003 et 2004 dans l'émission F1 à la Une. Elle présente l'émission Elles ont les moyens de vous faire parler en 2005 sur Téva. Elle participe au Rallye des princesses en 2005 et 2006 dont elle gagne une étape.
D'août 2006 à mai 2007, elle coanime la célèbre émission les Enfants de la télé sur TF1 aux côtés d'Arthur,,.
Karen Minier reprend du service en 2009 dans l'agence de mannequins Dominique Models Agency. Elle apparaît à nouveau à la télévision le 5 janvier 2013 avec son émission Karen de Monac sur la chaîne belge Trace Sport Stars.
En octobre 2017, elle coprésente, sous son nom d’usage Karen Coulthard, avec Jean-Michel Zecca sur RTL TVI, l’émission Les Belges de Monaco.  

## Vie personelle
Elle a une fille née en 1997, d'une précédente union. Depuis 2005, elle vit avec le pilote de Formule 1 écossais David Coulthard et a mis au monde leur premier enfant, un garçon prénommé Dayton, le 21 novembre 2008.
En janvier 2022, la presse britannique révèle que le couple s’est séparé,